# Tuatara
O tuatara (nome científico: Sphenodon spp.) é um réptil endémico da Nova Zelândia. Embora se assemelhem à maioria dos lagartos, os tuataras fazem parte de uma linhagem de répteis distinta, a ordem Rhynchocephalia (ou Sphenodontida), sendo seu único representante vivo, tendo compartilhado um ancestral comum com outros répteis por volta de há 250 milhões de anos. É um réptil endémico da Nova Zelândia que vive apenas em algumas ilhas ao largo deste país, estando extinto nas duas ilhas principais.
É considerada uma espécie ameaçada de extinção desde 1895. O nome tuatara deriva da língua maori e significa "dorso espinhoso". Atualmente, duas subespécies de tuatara são reconhecidas: S. punctatus punctatus, (Tuatara do Norte) e S. guntheri (Tuatara da Ilha dos Irmãos). No entanto, a existência de duas subespécies de tuatara ainda está em debate.
A origem do tuatara é colocada no período Triássico, há cerca de 240 milhões de anos, e a espécie floresceu durante a era Mesozoica. Possui um ancestral comum com os escamados (lagartos e cobras). A tuatara representa um elo importante para os répteis agora extintos (dos quais os dinossauros, répteis modernos, aves e mamíferos evoluíram) e, portanto, é de interesse no estudo da evolução de lagartos e cobras e na reconstrução da aparência e hábitos dos primeiros diapsidas. Os tuataras têm características mistas entre lagartos, tartarugas e aves.
Não têm órgãos de copulação nem auditivos externos. São animais de clima frio, que não suportam temperaturas acima dos 27°C. Os adultos medem cerca de 60 cm de comprimento, pesam entre 0,5 e 1 kg e são terrestres e principalmente noturnos. Os juvenis adaptaram-se a um modo de vida oposto, arbóreo e diurno, o que lhe conferiu certa vantagem adaptativa, visto que são uma das presas favoritas das tuataras adultas.
O ciclo de vida destes répteis é extremamente longo e os indivíduos podem chegar aos cem anos de vida. As fêmeas levam muitos anos a atingir a maturidade sexual e põem ovos apenas de quatro em quatro anos. O período entre a copulação e a eclosão é de 12 a 15 meses. As tuataras crescem continuamente até aos 35 anos de vida. Como os lagartos, as tuataras têm um olho pineal na testa, coberto por uma escama. A função deste terceiro olho, estando ele coberto, permanece desconhecida.
As tuataras alimentam-se de besouros e de grilos. Podem também quebrar conchas de caracóis e ovos e alimentar-se de seu conteúdo. Eventualmente, podem também comer lagartos e aves juvenis. Sua forte musculatura associada à mandíbula, em conjunto com uma eficiente biomecânica e com uma dentição firme e robusta, providenciam uma mordida poderosa.
Habitam zonas de floresta e praias de cerca de trinta ilhas ao largo da Ilha Norte da Nova Zelândia. A espécie S. guntheri está confinada a uma única ilha no Estreito de Cook. O S. punctatus é esverdeado, enquanto que o S. guntheri é acastanhado com manchas amareladas.
A tuatara está ameaçad por perda de habitat e pela competição com espécies introduzidas de roedores e mustelídeos.

## Taxonomia e evolução
As tuataras, juntamente com outros membros já extintos da ordem Sphenodontia, superordem Lepidosauria, são os únicos táxons extantes dentro do grupo Lepidosauromorpha. Os escamados e os tuataras apresentam autotomia caudal (perda da ponta da cauda quando ameaçados) e possuem fendas cloacais transversais. A origem dos tuatara provavelmente está próxima da divisão entre o grupo Lepidosauromorpha e o Archosauromorpha. Embora os tuatara se assemelhem aos lagartos, a semelhança é superficial, porque a família tem várias características únicas entre os répteis. A forma típica de lagarto é muito comum para os primeiros amniotas; um dos fósseis mais antigos de réptil, o Hylonomus, se assemelha muito a um lagarto moderno.

Cladograma mostrando as relações dos membros existentes do clado Sauria.
Os itens numerados são:
1. Tuatara
2. Lagartos
3. Cobras
4. Crocodilos
5. Aves
"Lagartos" são parafiléticos. Os comprimentos das ramificações não indicam tempos de divergência.

Os Tuatara foram originalmente classificados como lagartos em 1831, quando o Museu Britânico recebeu um crânio do animal. O gênero permaneceu classificado incorretamente até 1867, quando Albert Günther do Museu Britânico observou características semelhantes às de aves, tartarugas e crocodilos. Ele propôs a ordem Rhynchocephalia (que significa "cabeça de focinho") para o tuatara e seus parentes fósseis. Hoje, a maioria dos cientistas usa o nome Sphenodontia para um grupo menos extenso de Sphenodon e formas relacionadas.
Em um ponto, muitas espécies díspares foram incorretamente relacionadas à Rhynchocephalia, e, portanto, este grupo foi considerado como um "táxon lata de lixo". Em 1925, Williston propôs que o Sphenodontia incluísse apenas tuatara e seus parentes fósseis mais próximos.
Os tuataras foram considerados fósseis vivos, devido a uma percepção de que eles possuem muitas características basais que datam por volta de 240 mya, quando houve a divergência escamato-rincocéfalo. As análises morfométricas da variação na mandíbula de tuatara e parentes rincocéfalos extintos demonstraram a conservação da morfologia e um suporte para a classificação de tuatara como um fóssil vivo, mas a confiabilidade desses resultados foi criticada e debatida. Estudos sobre a evolução dos esfenodontes mostram que este grupo passou por inúmeras mudanças, principalmente durante a era Mesozoica. Muitos dos nichos ocupados por lagartos hoje eram ocupados por rincocéfalos. Houve até um grupo bem-sucedido de rincocéfalos aquáticos conhecidos como pleurosauros. A espécie mostra adaptações para o clima frio que lhes permitem prosperar nas ilhas da Nova Zelândia; essas adaptações podem ser exclusivas do tuatara, uma vez que seus ancestrais viveram em climas muito mais quentes do Mesozoico. Além disso, o Paleopleurosaurus parece ter tido uma vida útil muito mais curta em comparação com o tuatara moderno. Em última análise, a maioria dos cientistas considera a frase 'fóssil vivo' inútil e enganosa.

### Espécies
Embora atualmente seja considerada apenas uma espécie, duas espécies contemporâneas de tuatara foram distinguidas em 1990: Sphenodon punctatus, às vezes simplesmente chamado de tuatara, e o muito mais raro Sphenodon guntheri, cujo alcance é limitado ao norte das ilhas dos Irmãos no Estreito de Cook. Um artigo de 2009 reexaminou as bases genéticas usadas para distinguir as duas supostas espécies de tuatara, e concluiu que elas representam apenas variantes geográficas, e apenas uma espécie deve ser reconhecida.

## Descrição
Os tuataras são considerados os amniotas modernos menos especializados - o cérebro e o movimento se assemelham aos anfíbios, e o coração é mais primitivo do que os outros répteis que vivem hoje. Os pulmões consistem em uma única câmara e os brônquios estão ausentes. Em ambas as espécies existe dimorfismo sexual manifestado pelo tamanho - os machos são maiores.
A cor verde-marrom de tuatara corresponde ao seu ambiente e pode ser modificada durante sua vida; a coloração mais escura resulta da intensa pigmentação dos β-queratinócitos epidérmicos. Tuatara muda de pele pelo menos uma vez por ano quando adulto e três a quatro vezes quando jovem.

### Crânio
O crânio dos Diapsida passou por inúmeras mudanças evolutivas, mas todas as suas características estão presentes no tuatara - ele tem duas fenestras em ambos os lados do crânio, com arcos completos. A mandíbula está firmemente presa ao resto do crânio.
A ponta da mandíbula lembra um bico e é separada dos dentes por um pequeno monte. Existem duas fileiras de dentes na maxila, enquanto na mandíbula há uma fileira, localizada exatamente entre as fileiras de dentes superiores quando as mandíbulas estão fechadas. Esse arranjo é único entre os répteis modernos - embora a maioria das cobras tenha duas fileiras de dentes em suas mandíbulas, elas desempenham funções diferentes das do tuatara.
A estrutura da articulação da mandíbula permite que a mandíbula inferior deslize para a frente após ter fechado entre as duas fileiras superiores de dentes. A força de mordida é suficiente para perfurar a quitina e perfurar cascas de ovo, mas é relativamente menor do que em outros lepidossáurios modernos.  Os fósseis indicam que o mecanismo da mandíbula começou a evoluir pelo menos há 200 milhões de anos. Os dentes não são substituídos; à medida que seus dentes se desgastam, os tuatara mais velhos precisam mudar para presas mais macias, como minhocas, larvas e lesmas e, eventualmente, precisam mastigar sua comida entre os ossos lisos da mandíbula.
Um papel vital na captura de alimentos e manipulá-lo também é desempenhado por sua língua grande e carnuda. Embora muitos aspectos da nutrição tuatara sejam avançados, também existem muitas características primitivas, o que sugere que a anatomia da língua tuatara pode ser útil na reconstrução de características encontradas nos primeiros tetrápodes.
O tuatara possui dentição acrodôntica, ele e seus ancestrais do mesozoico têm uma fileira de dentes no osso palatino, disposta paralelamente aos dentes da maxila. Em adultos, os dentes inferiores são piramidais, com o ápice apontando anteriormente e as protuberâncias nos lados anteromedial e anterolabial, os dentes superiores são cônicos com uma leve protrusão na parte posterior, enquanto nos jovens os dentes inferiores são cônicos e ligeiramente achatados lábio-linguais. Durante a ontogênese de tuatara, a área retrorbital aumenta, a articulação mandibular se move em direção ao lado abdominal e a crista parietal se desenvolve. Os machos têm cabeças maiores e maior força de mordida do que as fêmeas.

### Órgãos sensoriais

#### Olhos
Os olhos podem focar independentemente, com três tipos de fotorreceptores, todos com finos traços estruturais característicos de células cônicas, e um tapetum lucidum que se reflete na retina para melhorar a visão no escuro. Há também uma terceira pálpebra em cada olho, a membrana nictitante.

#### Olho parietal (terceiro olho)
O tuatara possui um terceiro olho no topo da cabeça, denominado olho parietal. Ele tem sua própria lente, um tampão parietal que se assemelha a uma córnea, retina com estruturas semelhantes a bastonetes e conexão nervosa degenerada com o cérebro. O olho parietal é visível apenas nos filhotes, que apresentam uma mancha translúcida na parte superior central do crânio. Depois de quatro a seis meses, ele fica coberto por escamas e pigmentos opacos. Seu propósito é desconhecido, mas pode ser útil na absorção de raios ultravioleta para produzir vitamina D, bem como para determinar os ciclos de claro/escuro e ajudar na termorregulação. De todos os tetrápodes existentes, o olho parietal é o mais pronunciado no tuatara. Faz parte do complexo pineal, outra parte do qual é a glândula pineal, que em tuatara secreta melatonina à noite.

#### Audição
Junto com as tartarugas, o tuatara possui os órgãos auditivos mais primitivos entre os amniotas. Não há tímpano, e a cavidade do ouvido médio é preenchida com tecido frouxo, majoritariamente adiposo. O estribo entra em contato com o quadrado (que é imóvel), assim como o hióide e o osso escamosal. As células ciliadas não são especializadas, são inervadas pelas fibras nervosas aferentes e eferentes e respondem apenas às frequências baixas. Embora os órgãos auditivos sejam pouco desenvolvidos e primitivos, sem orelhas externas visíveis, eles ainda podem mostrar uma resposta de frequência de 100 a 800 Hz, com sensibilidade de pico de 40 dB a 200 Hz.

### Esqueleto
A coluna vertebral do tuatara é composta de vértebras em forma de ampulheta, côncavas anterior e posteriormente. Esta é uma característica típica de peixes e de alguns anfíbios, mas é única ao tuatara dentre os outros amniotas.
Os tuataras possuem gastrália, ossos semelhantes a costelas, o traço ancestral presumido dos diapsídeos. Eles são encontrados que ocorre também em alguns lagartos, onde são feitos principalmente de cartilagem, assim como crocodilos, e não se conectam com a coluna vertebral ou costelas torácicas. As costelas verdadeiras são pequenas saliências em forma de gancho, chamadas de processos uncinados e encontradas na parte posterior de cada costela. Esse recurso também está presente em aves. Tuatara é o único tetrápode moderno com gastrália bem desenvolvida e processos uncinados bem desenvolvidos.
Nos primeiros tetrápodes, a gastrália e as costelas com processos uncinados, juntamente com elementos ósseos como as placas ósseas da pele (osteodermas) e as clavículas, teriam formado uma espécie de exoesqueleto ao redor do corpo, protegendo a barriga e ajudando para segurar nas entranhas e órgãos internos. Esses detalhes anatômicos provavelmente evoluíram de estruturas envolvidas na locomoção antes mesmo dos vertebrados se aventurarem na terra. A gastrália pode estar envolvida no processo respiratório nos primeiros anfíbios e répteis. A pelve e a cintura escapular são organizadas de forma diferente das dos lagartos, como é o caso com outras partes da anatomia interna e suas escamas.

### Cauda e costas
Como na ordem Squamata, o tuatara apresenta autotomia caudal (pode soltar a cauda), mas o mecanismo é menos conhecido. Ao contrário dos escamados, a cauda do tuatara tem relativamente o mesmo comprimento em ambos os sexos, mas também se regenera a uma taxa semelhante. A autotomia geralmente é intracerebral. As placas espinhosas nas costas e na cauda do tuatara se assemelham mais às de um crocodilo do que às de um lagarto.

## Comportamento
Os tuataras adultos são répteis terrestres e forrageiam principalmente à noite, comumente em temperaturas que variam de 12 a 16 °C. Os filhotes se escondem sob troncos e pedras, e são diurnos, provavelmente porque os adultos são canibais. O Tuatara se desenvolve em temperaturas muito mais baixas do que as toleradas pela maioria dos répteis e hibernam durante o inverno.
Eles permanecem ativos em temperaturas tão baixas quanto 6 °C, enquanto temperaturas acima de 28 °C  são geralmente fatais. A temperatura corporal ideal para o tuatara é de 16–21 °C, a mais baixa de qualquer réptil. A baixa temperatura corporal resulta em um metabolismo mais lento.
Aves marinhas escavadoras, como petréis e cagarras compartilham o habitat com os tuataras durante a época de nidificação das aves. Os tuataras usam as tocas dos pássaros como abrigo, quando disponíveis, ou cavam suas próprias. Sua presa consiste predominantemente em insetos e outros artrópodes, embora ocasionalmente comam também rãs, lagartos e ovos e filhotes de aves. Na escuridão total, nenhuma tentativa de alimentação foi observada e a menor intensidade de luz em que uma tentativa de agarrar um besouro foi observada ocorreu abaixo de 0,0125 lux. Os ovos e filhotes de aves marinhas que estão disponíveis sazonalmente como alimento para tuatara podem fornecer ácidos graxos benéficos.
Tuatara de ambos os sexos defendem territórios, e ameaçam e eventualmente mordem os intrusos. A mordida pode causar ferimentos graves.

## Reprodução

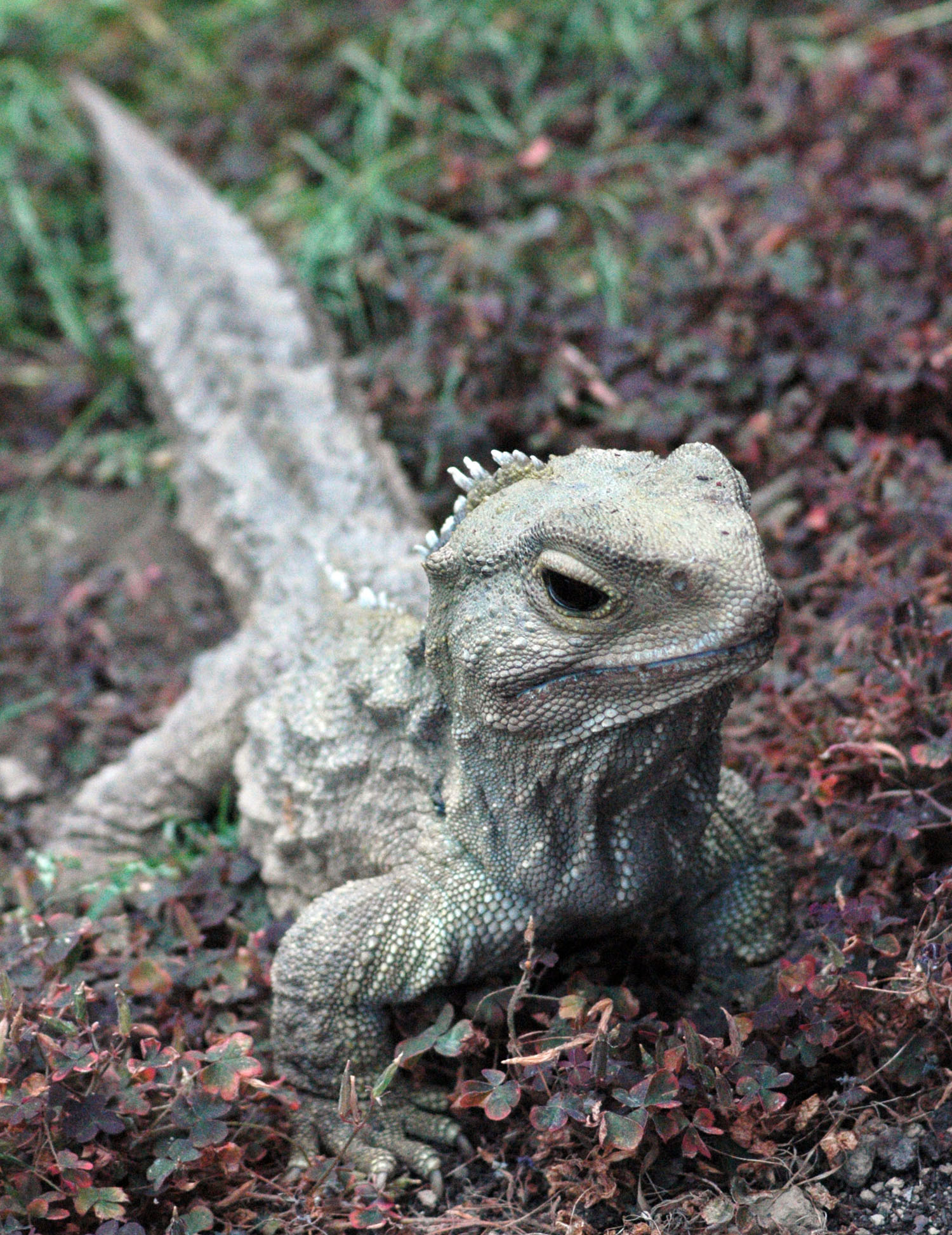
Um tuatara macho chamado Henry, que mora no Southland Museum and Art Gallery, ainda é reprodutivamente ativo aos 111 anos de idade.

Tuataras possuem uma vida longa e maturação tardia, podendo chegar a 50-60 anos. As fêmeas atingem a maturidade sexual em cerca de 13 anos, e se reproduzem muito lentamente. Além das aves, o tuatara é um dos únicos amniotas a perder o hemipênis. Eles se reproduzem quando o macho levanta a cauda da fêmea e posiciona sua cloaca sobre a dela, o que às vezes é conhecido como "beijo cloacal". O esperma é então transferido por aposição das cloacas do macho para a fêmea, de forma semelhante às aves.
O acasalamento ocorre no meio do verão; as fêmeas acasalam e põem ovos uma vez a cada quatro anos. A fêmea cava uma pequena cavidade e deposita de 5 a 15 ovos, retornando ao longo de várias noites para preencher a cavidade. O desenvolvimento é lento e para durante o inverno, e a eclosão ocorre 11 a 16 meses após a deposição dos ovos. As temperaturas ideais de incubação no laboratório são 18–22 °C, as mais baixas conhecidas em répteis vivos. Os ovos absorvem umidade durante a incubação, de modo que a massa dos filhotes é 20 a 30% maior do que a massa do ovo original.
Os ovos de Tuatara têm uma casca macia, semelhante a um pergaminho, com 0,2 mm de espessura, que consiste em cristais de calcita embutidos em uma matriz de camadas fibrosas. As fêmeas levam de um a três anos para fornecer gema aos ovos e até sete meses para formar a casca. Em seguida, leva entre 12 e 15 meses da cópula à eclosão. Isso significa que a reprodução ocorre em intervalos de dois a cinco anos, a mais lenta em qualquer réptil.
Sabe-se que os tuatara selvagens ainda se reproduzem por volta dos 60 anos de idade; "Henry", um tuatara do sexo masculino no Museu Southland em Invercargill, Nova Zelândia, tornou-se pai (possivelmente pela primeira vez) em 23 de janeiro de 2009, aos 111 anos.
O sexo de um filhote depende da temperatura do ovo, em um modo único de determinação sexual dependente da temperatura, no qual temperaturas de incubação mais altas (acima de 22 °C) resultam em filhotes do sexo masculino. Algumas evidências indicam que a determinação do sexo em tuatara é determinada por fatores genéticos e ambientais.
Tuatara provavelmente tem as taxas de crescimento mais lentas de qualquer réptil, continuando a crescer durante os primeiros 35 anos de suas vidas. A expectativa de vida média é de cerca de 60 anos, mas eles podem viver bem mais de 100 anos.

## Conservação

### Distribuição e ameaças
O tuatara já foi muito comum nas principais ilhas do Norte e do Sul da Nova Zelândia, onde depósitos ósseos subfósseis (<10 000 anos) indicam que eram distribuídos amplamente por todo o território neozelandês. No entanto, todas as populações foram exterminadas das ilhas principais algum tempo após a chegada de humanos e de mamíferos selvagens há cerca de 800 anos, deixando apenas as populações anteriormente isoladas em ilhas menores. Hoje, há cerca de 32 populações naturais de tuatara vivendo em pequenas ilhas ao largo da costa, além de pelo menos três ilhas nas quais as colônias de tuatara foram reintroduzidas.
O tuatara enfrenta ameaças contínuas e comuns, como a introdução de predadores mamíferos, destruição de habitat pelo fogo e caça furtiva. Em tempos pré-humanos, o tuatara era um predador de alto nível; todavia, seus números reduziram consideravelmente com a chegada de predadores mamíferos que podem colonizar inadvertidamente as ilhas, por exemplo, ratos, mustelídeos, gatos selvagens e cães. Mesmo coelhos e porcos selvagens podem afetar adversamente a vegetação rasteira e o suprimento de alimentos desse carnívoro de médio porte. Os incêndios não levam necessariamente à extinção do tuatara, mas podem causar declínios populacionais.
Tuatara também foi extinto em pelo menos três ilhas nas quais os ratos-do-pacífico (kiore, Rattus exulans) estão ou estiveram presentes recentemente. Embora o tuatara adulto geralmente sobreviva em outras ilhas na presença do rato, ele provavelmente reduz ou impede o recrutamento de tuatara juvenil e, portanto, pode eventualmente levar à extinção do réptil.

### Erradicação de ratos
Durante 1990 e 1991, tuatara adultos foram removidos das ilhas Stanley, Red Mercury e Cuvier, e mantidos no Zoológico de Auckland para permitir que ratos-do-pacífico fossem erradicados das ilhas. Todas as três populações se reproduziram em cativeiro e, após a erradicação bem-sucedida dos ratos, todos os indivíduos, incluindo os novos juvenis, foram devolvidos às suas ilhas de origem. Na temporada de 1991 e 1992, descobriu-se que Little Barrier Island continha apenas oito tuataras, que foram levados para cativeiro in situ, onde as fêmeas produziram 42 ovos, que foram incubados. Os filhotes posteriormente foram criados em compartimentos sem ratos. Em 2004, os ratos kiore foram completamente erradicados da ilha, permitindo que os jovens tuatara fossem soltos de volta à natureza em 2006.

### Sphenodon punctatus guntheri
A Ilha Irmão do Norte é uma reserva de vida selvagem no Estreito de Cook, Nova Zelândia, e contém a única população natural da subespécie S. punctatus guntheri, com cerca de 400 indivíduos ao total.
Em 1995, 18 tuataras adultos e 50 juvenis foram translocados para a Ilha Titi no Estreito de Cook e monitorados. Dois anos depois, mais da metade dos animais foram vistos novamente e, desses, todos, exceto um, ganharam peso. Posteriormente, em 1998, 34 juvenis de reprodução em cativeiro e 20 adultos capturados na natureza foram translocados para a Ilha Matiu/Somes, um lugar mais acessível para a visita do público. No final de outubro de 2007, 50 tuatara coletados como ovos na Ilha Irmão do Norte e incubados na Victoria University estavam sendo liberados em Long Island. Os animais foram cuidados no Zoológico de Wellington nos últimos cinco anos e foram mantidos em segredo em um recinto especialmente construído no zoológico, fora da exibição.

### Sphenodon punctatus punctatus
S. punctatus punctatus ou tuatara do norte ocorre naturalmente em 29 ilhas, e sua população é estimada em mais de 60 000 indivíduos. Em 1996, 32 tuatara adultos foram transferidos da Ilha de Moutoki para a Ilha da Moutohora. A capacidade de suporte de Moutohora é estimada em 8 500 indivíduos, e a ilha poderia permitir a visualização pública de tuatara selvagem.